# Ivan Đerman
Ivan Đerman, auch Ivan Djerman und Ivan Derman (* 19. Januar 1983 in Pula) ist ein ehemaliger kroatischer Basketballspieler.

## Werdegang
Đermans Heimatverein ist der KK Rudar Labin. Im Februar 2002 wechselte er vom KK Zrinjevac zum österreichischen Zweitligisten Lions Dornbirn. Im Herbst 2006 bestritt der Kroate mehrere Spiele im europäischen Wettbewerb Eurocup.
2007 wurde er mit den Ulriken Eagles norwegischer Meister und erhielt in der Liga des skandinavischen Landes die Auszeichnung als bester Spieler der Saison. Zwischen 2007 und 2009 stand Đerman beim spanischen Viertligisten Bahía Mazarrón Basket unter Vertrag.
2009 kehrte er nach Norwegen zurück und schloss sich dem Gimle BBK an. Đerman spielte in der Saison 2011/12 für den BBC Amicale Steinsel in Luxemburg.
Zu Beginn des Spieljahres 2012/13 stand er in Diensten des österreichischen Erstligisten Oberwart Gunners. Im Dezember 2012 kam es zur Trennung. Im Januar 2013 erhielt er in seinem Heimatland einen Vertrag beim KK Zabok.
Für den TSV Breitengüßbach erzielte Đerman in der Saison 2013/14 in 25 Spielen der deutschen Regionalliga Südost im Durchschnitt 19,2 Punkte. 2014/15 kam er in derselben Spielklasse auf einen ähnlichen Wert (19,4). In der Saison 2015/16 bestritt Đerman noch einmal vier Regionalliga-Spiele für den TSV. 2016 beendete er seine Spielerlaufbahn. Während seiner Zeit in Breitengüßbach war er auch als Basketballtrainer im Jugendbereich tätig.
2021 wurde Đerman Mitarbeiter der Basketballer des FC Bayern München und war im Stab der Bayern fortan für Mannschaftsabläufe und logistische Belange zuständig.